# Tipula (Eumicrotipula) flavidula
Tipula (Eumicrotipula) flavidula is een tweevleugelige uit de familie langpootmuggen (Tipulidae). De soort komt voor in het Neotropisch gebied.